# Rudolf Graefenhain
Rudolf Julius Wilhelm Graefenhain (* 19. Juni 1867 in Harburg; † 14. März 1940 in Hannover) war ein deutscher Lehrer. Er wirkte unter anderem jahrzehntelang als Direktor des Ratsgymnasiums in Hannover.

## Leben
Rudolf Graefenhain war der Sohn eines hannoverschen Kaufmanns. Nach seinem Abitur 1887 am Kaiser-Wilhelm-Gymnasium in Hannover studierte er Klassische Philologie an der Universität München sowie der Universität Marburg.
Während seines Studiums wurde Graefenhain Mitglied des Philologisch-Historischen Vereins, der späteren Marburger Burschenschaft Rheinfranken, der er bis zu seinem Tode als Alter Herr angehören sollte. Er schloss am 17. Dezember 1891 mit der Promotion ab.
Das Seminarjahr verbrachte er am Lyceum I in Hannover, sein Probejahr am Königlichen Auguste-Viktoria-Gymnasium in Linden.
Im Jahr 1909 wurde Graefenhain zum Professor ernannt. Von 1894 bis 1897 war Graefenhain in Bückeburg tätig, sowohl als Lehrer am dortigen Gymnasium als auch als Prinzenerzieher. Im April 1899 wurde er in Hannover zunächst als wissenschaftlicher Hilfslehrer an der Realschule III beschäftigt, ab Ostern 1900 dann als Oberlehrer an der Leibnizschule.

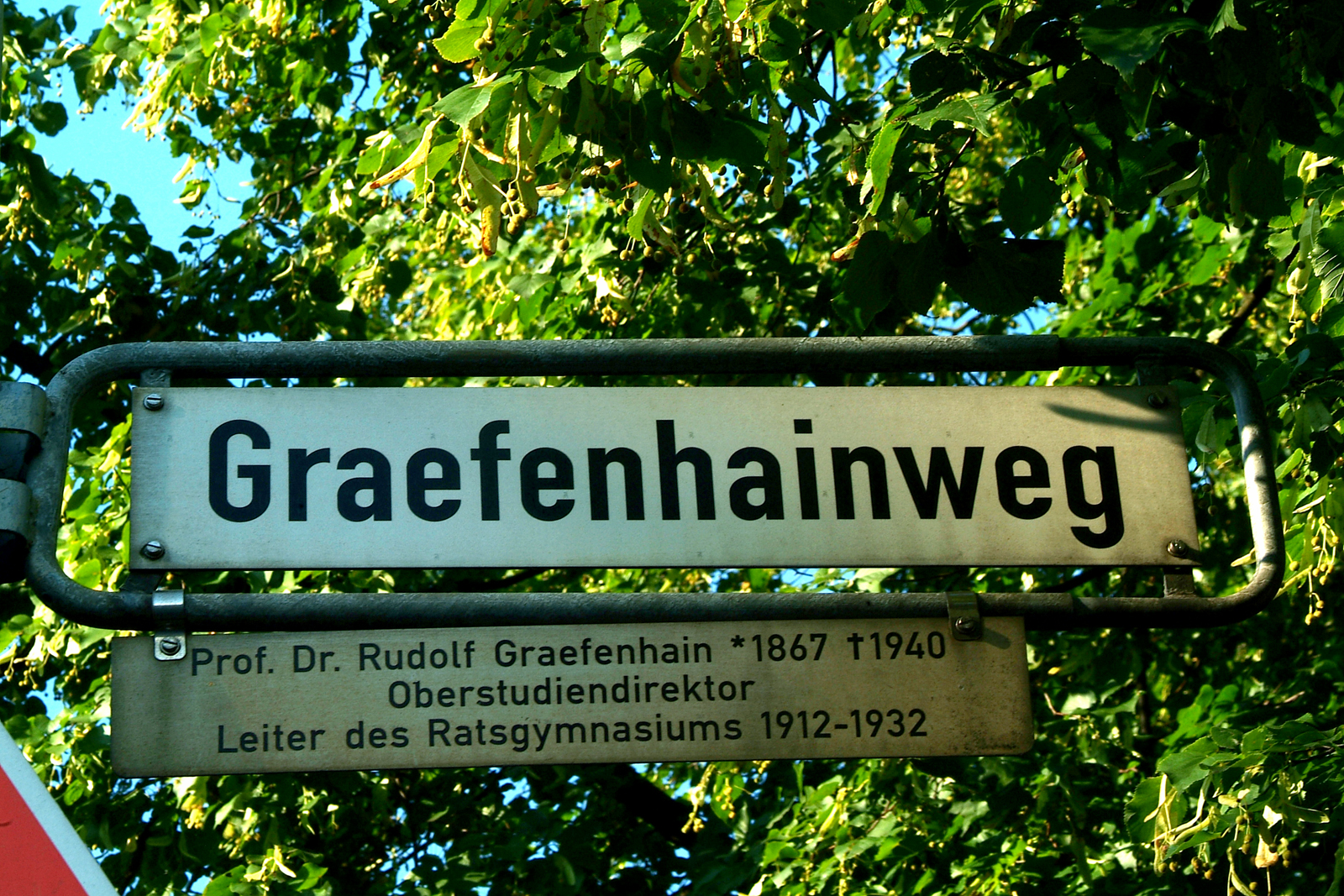
Der Graefenhainweg in Seelhorst hebt die Bedeutung Graefenhains als Schuldirektor hervor.

Am 1. Dezember 1912 wurde Graefenhain Direktor des Ratsgymnasiums in Hannover: Die „Ära Graefenhain“ währte während der Zeit des Ersten Weltkrieges und beinahe der gesamten Weimarer Republik bis zum 1. April 1932. In dieser Zeit verfasste er sein Verzeichnis der noch lebenden ehemaligen Schüler des Ratsgymnasiums (vormals Lyceum 1).
Rudolf Graefenhain galt in den 1920 und 1930er Jahre in Hannover als „feste Größe der hannoverschen Kunst- und Kulturszene“: Er war einflussreiches Mitglied des Mitte der 1920 gebildeten Kunstausschusses der Stadt, langjähriger Leiter der Theaterbesucher-Organisation des „Bühnenvolksbundes“ und wurde 1930 – in der Nachfolge von Albrecht Haupt – Erster Vorsitzender des Hannoverschen Künstlervereins.
Graefenhain war in den Worten seines Schülers Georg Schnath „ein Mann von ausgesprochener Kultur, ein großer Musiker und entschieden mehr Künstler als Schulmann“. Ganz ähnlich drückte es auch Ulrich de Maizière aus: „Der Direktor …, eine in der Stadt bekannte und respektierte Persönlichkeit, literarisch und musikalisch hoch gebildet, leitete die Schule am langen Zügel mit Toleranz und Humor und gab ihr einen besonderen Charakter.“ Andererseits stimmte er mit der rechtsgerichteten Öffentlichkeit ein in den 1925 aufkommenden Empörungschor über Theodor Lessings Polemik gegen Paul von Hindenburg. Er schrieb über den ehemaligen Ratsgymnasiasten an das preußische Kultusministerium: „In diesem Sinne erkläre ich mich völlig eins mit dem Bestreben der Hochschuljugend, solche Schmarotzer an dem Gottseidank neu ergrünenden Stamme echten Deutschtums zu tilgen! Treudeutsch allewege! Gez. Prof. Dr. Rudolf Graefenhain. Direktor des Ratsgymnasiums.“ Und Werner Kraft schrieb im Rückblick 1969, dass er den Lehrer zwar „wegen seiner strengen Sachlichkeit sehr bewunderte“, aber: „Leider wurde er später ein Anhänger Hitlers.“

## Ehrungen
- Der 1969 angelegte Graefenhainweg im hannoverschen Stadtteil Seelhorst ehrt den Studiendirektor durch seine Namensgebung.[12]

## Schriften
- De more libros dedicandi aqud scriptores Graecos et Romanos obvio. Dissertation Marburg 1892 (Digitalisat).
- Verzeichnis der noch lebenden ehemaligen Schüler des Ratsgymnasiums (vormals Lyceum 1) zu Hannover [nach dem Stande vom 1. Oktober 1927], mit Geleitworten von Hermann Augustin, Hermann Burghard, Karl Friedrich Leonhardt u. a., Helwingsche Verlagshandlung, Hannover 1927